# Långgöl (Locknevi socken, Småland, 640428-151104)
Långgöl är en sjö i Vimmerby kommun i Småland och ingår i Botorpsströmmens huvudavrinningsområde.